# Joseph de Maistre
Joseph de Maistre (født 1. april 1753, død 26. februar 1821) var en italiensk advokat, diplomat, forfatter og politisk filosof. Han var en af de fremmeste talsmænd for en kontrarevolutionær og autoritær konservatisme lige efter Den franske revolution i 1789. Maistre talte for genoprettelsen af det absolutte monarki og for autoriteten til paven i både religiøse og politiske sager.
Maistre blev født i Kongedømmet Sardinien. Familien var af fransk herkomst og havde slået sig ned der et århundrede tidligere. Maistre fik sin uddannelse af Jesuiterordenen. Efter revolutionen blev han en varm forsvarer for ordenen, og han sammenlignede revolutionsånden med Jesuiterordenens traditionelle fjender. Efter uddannelse som jurist fulgte han i sin fars fodspor og blev senator på Sardinien i 1787.
Han mente livet gennem, at den franske revolution var et resultat af de destruktive og ateistiske doktriner fra de store 1700-tals-filosoffer.

## Værker
- Considérations sur la France, 1796
- Essai sur le principe génératuer de constitutions politiques et des autres institutions humaines, 1814
- Du pape, 1819
- Soirées de St. Petersbourg, 1821

| filosofi | Spire Denne filosofiartikel er en spire som bør udbygges. Du er velkommen til at hjælpe Wikipedia ved at udvide den. |

| Politik | Spire Denne artikel om politik og ideologi er en spire som bør udbygges. Du er velkommen til at hjælpe Wikipedia ved at udvide den. |